# Río La Leche
Der Río La Leche ist ein 64 km langer linker Nebenfluss des Río Motupe im Nordwesten von Peru. Die Gesamtlänge zusammen mit den Quellflüssen beträgt 103 km.

## Flusslauf
Der Río La Leche entsteht am Zusammenfluss von Río Sangana (links) und Río Moyán (rechts) an der Westflanke der peruanischen Westkordillere an der Grenze der Regionen Lambayeque und Cajamarca. Der Río La Leche fließt in westlicher Richtung aus dem Bergland. Am Flusslauf liegen die Distrikte Incahuasi, Ferreñafe und Pítipo (alle drei in der Provinz Ferreñafe) sowie Jayanca, Illimo und Pacora (alle drei in der Provinz Lambayeque). Bei Flusskilometer 20 durchquert der Fluss das Schutzgebiet Santuario Histórico Bosque de Pómac. Der Río La Leche erreicht die Küstenwüste von Nordwest-Peru und trifft zwischen den Städten Pacora und Illimo auf den von Norden kommenden Río Motupe. 

## Einzugsgebiet
Das Einzugsgebiet des Río La Leche umfasst eine Fläche von etwa 1600 km². Dieses erstreckt sich über Teile der Provinzen Chota, Ferreñafe und Lambayeque. Im Osten reicht es bis zur kontinentalen Wasserscheide. Das Einzugsgebiet des Río La Leche grenzt im Nordwesten an das des oberstrom gelegenen Río Motupe, im Nordosten an das des Río Huancabamba, im Osten an das des Río Chotano und im Süden an das des Río Chancay.

## Hydrologie
Der Río La Leche führt gewöhnlich zwischen Mitte November und Mitte April die größten Wassermengen. Bei Starkregenereignissen wie während des El Niño kommt es entlang dem Flusslauf zu Überschwemmungen. Nach längeren Trockenperioden kann das Flussbett beinahe trockenfallen. Das Flusswasser wird zur Bewässerung der umliegenden Agrarflächen genutzt.